# العنصرية في كرة القدم

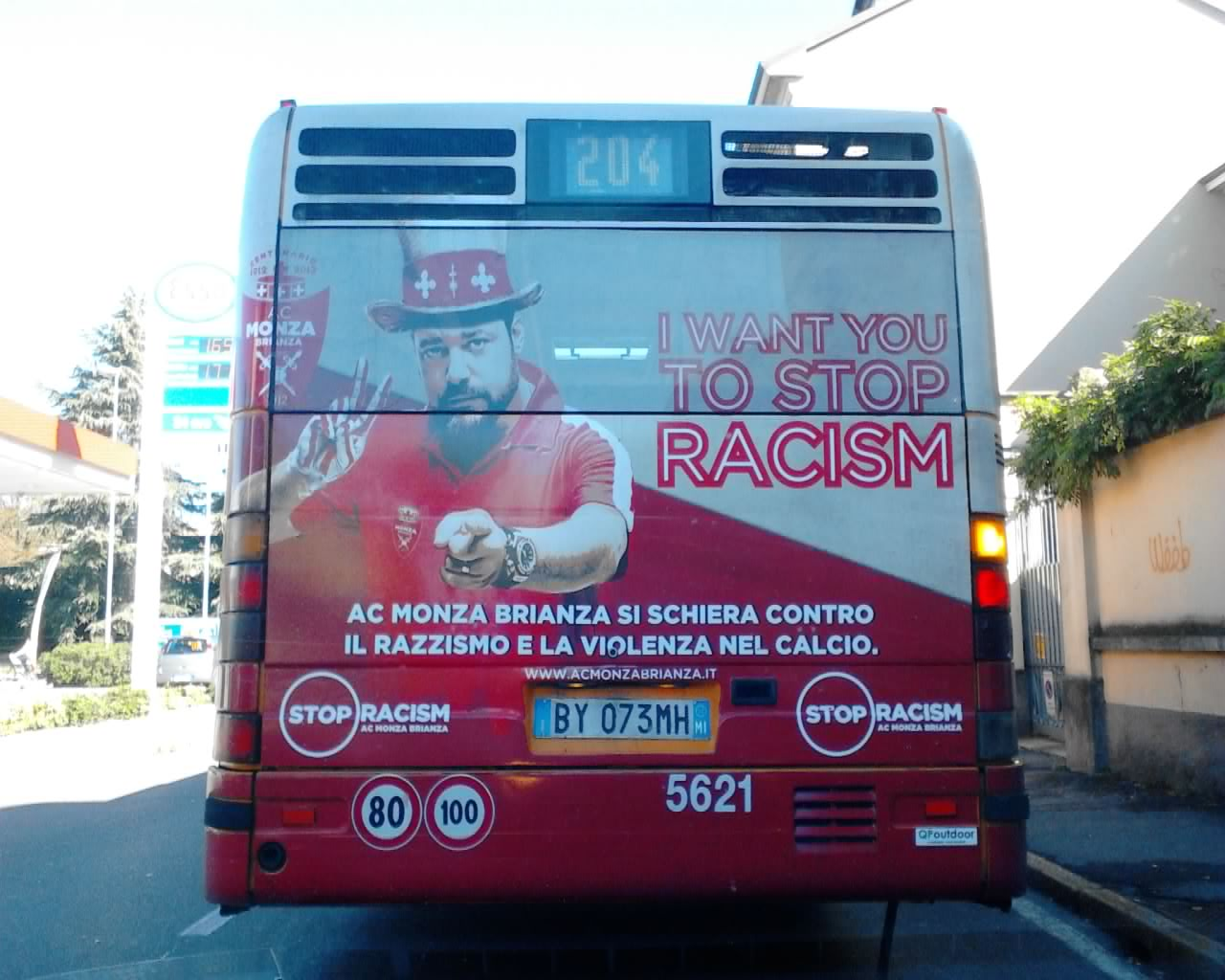
بولمان ارمسترونج

العنصرية في كرة القدم هي سوء معاملة اللاعبين والمسؤولين والمشجعين بسبب لون بشرتهم أو جنسيتهم أو عرقهم. وقد يُستهدف آخرون أيضًا لارتباطهم بفريق منافس، وإن استهدف مشجعون لاعبينهم. غطت وسائل الإعلام والدراسات الأكاديمية موضوع العنصرية في كرة القدم تغطية واسعة. واستجابت اتحادات مختلفة، مثل الاتحاد الدولي لكرة القدم والاتحاد الأوروبي لكرة القدم، وفرق ولاعبون ومدربون وأفراد لمعالجة المشكلة.

## المشكلة
العنصرية في كرة القدم هي سوء معاملة اللاعبين والمسؤولين والمشجعين بسبب لون بشرتهم أو جنسيتهم أو عرقهم. وقد يتعرض البعض أيضًا للاستهداف بسبب ارتباطهم بفريق منافس، وإن استهدف مشجعون لاعبينهم.
غطت وسائل الإعلام والدراسات الأكاديمية موضوع العنصرية في كرة القدم تغطية واسعة.

## الاستجابات
أعلن الاتحاد الدولي لكرة القدم (الفيفا) في مايو 2013 عن تدابير جديدة للتعامل مع العنصرية في هذه الرياضة، وذلك رداً على الحوادث العنصرية في مباريات كرة القدم.
في أكتوبر الأول 2018 صرح اللاعب الألماني أنطونيو روديغر -الذي كان ضحية العنصرية- أن السلطات بحاجة إلى بذل المزيد من الجهود للتعامل مع العنصرية في الرياضة.
في أبريل 2019 قال رئيس الاتحاد الأوروبي لكرة القدم ألكسندر تشيفرين إن الحكام يجب أن يوقفوا المباريات إذا وقع حادث عنصري، ودعا رئيس الاتحاد الدولي لكرة القدم جياني إنفانتينو إلى فرض «عقوبات رادعة» لدرء العنصرية في الرياضة.
في أبريل 2019 دعا اللاعب الإنجليزي رحيم ستيرلينغ إلى معاقبة العنصريين بخصم تسع نقاط تلقائيًا من الأندية، بدلاً من فرض غرامات على الأفراد المسيئين.
في أبريل 2019 دشنت رابطة اللاعبين المحترفين حملة على وسائل التواصل الاجتماعي لردع العنصرية، داعية منظمات وسائل التواصل الاجتماعي والسلطات إلى اتخاذ إجراءات ضد العنصرية.
في نوفمبر 2019 دعا اللاعب الألماني ليون بالوغون إلى استجابة جماعية من اللاعبين لدرء العنصرية.
قالت الدبلوماسية فاطمة سامورا إن «معركتها الأخيرة التي ستواصل خوضها حتى بعد تقاعدها من الاتحاد الدولي لكرة القدم، هي التأكد من القضاء على العنصرية في كرة القدم».

## آسيا
انخفضت العنصرية في كرة القدم انخفاضًا كبيرًا في التسعينيات بوضع التشريعات المناسبة مثل قانون جرائم كرة القدم عام 1991 الذي حرّم الهتافات العنصرية.

## إفريقيا

### السنغال
قبل مباراة السنغال ضد اليابان في دور المجموعات في كأس العالم 2018 نشر المليونير ألان شوغر صورة لفريق السنغال على تويتر مع التعليق: «أعرف بعض هؤلاء الرجال من الشاطئ في ماربيا. شُبان دوهٍ ذوو مهام». فتعرضت التغريدة لانتقادات لاذعة بسبب عنصريتها، إذ زعم المحرر المساعد لمجلة نيو أفريكان أوساسو أوبايوانا أن شوغر كان يلعب «على نمط عنصري» وأن «أي سنغالي أو إفريقي لن يرى هذا الأمر مضحكًا». فاعتذر شوغر بسرعة عن التغريدة، وكتب على تويتر «لقد أخطأت في الحكم على نفسي في التغريدة السابقة. لم يكن القصد منها بأي حال من الأحوال التسبب في الإساءة، ومن الواضح أن محاولتي للفكاهة أتت بنتائج عكسية. لقد حذفت التغريدة وأنا آسف جدًا».
وفي مارس 2022 قال المنتخب المصري إنه تعرض لإساءات عنصرية من مشجعي السنغال.

### تونس
بعد هزيمة المنتخب الوطني التونسي أمام غينيا الاستوائية في كأس الأمم الأفريقية 2015 وقعت تهجمات في العاصمة ومدينة صفاقس الجنوبية. وكانت بعض هذه التهجمات موجهة حتى إلى تونسيين سود بسبب تشابههم مع الدولة الواقعة جنوب الصحراء الكبرى. وامتد ذلك إلى وسائل التواصل الاجتماعي من خلال المنشورات التي ركزت على استعباد السود والسماح لقتلهم على يد جماعة بوكو حرام المتطرفة.

## الشرق الأوسط

### الكويت
في يونيو 2023 أُلغيت مباراة ودية أقيمت في النمسا بين منتخب الكويت تحت 22 عامًا ومنتخب جمهورية أيرلندا تحت 21 عامًا بعد أن تعرض لاعب إيرلندي للعنصرية من لاعب كويتي.

### قطر
في يونيو 2023 أُلغيت مباراة ودية أُقيمت في النمسا بين قطر ونيوزيلندا بعد أن قال لاعب نيوزيلندا مايكل بوكسال [الإنجليزية] إنه تعرض للعنصرية من لاعب قطري.

### سوريا
حدثت فضيحة في تصفيات كأس العالم 2018 بمباراة سوريا وإيران. أقيمت المباراة في كوالالمبور خلال موسم الرياح الموسمية، فصارت المباراة أكثر صعوبة وانتهت بالتعادل 0-0. ثم اتهمت إيران سوريا بـ «التلاعب» بالمباراة لمنع إيران من التأهل إلى كأس العالم. يُظهر هذا الحدث التوتر العنصري الكامن بين سوريا وإيران ويبين مدى التمييز العنصري في كرة القدم.

## أمريكا الوسطى

### هندوراس
في يوليو 2021 خرج المنتخب الأولمبي الألماني من الملعب في مباراة ودية ضد هندوراس لزعمه بوجود إساءة عنصرية استهدفت اللاعب الألماني جوردان تورونارايغا.

## أمريكا الجنوبية

### الأرجنتين
في 14 أبريل 2005 ألقي القبض على لاعب فريق كويلمس لياندرو ديساباتو بتهمة الإساءة العنصرية إلى اللاعب البرازيلي الأسود غرافيتي.  واحتُجز مدةَ 40 ساعة، لكن لم يوجه إليه أي تهم بعد أن قرر غافيتي عدم اتهامه.

### بوليفيا
بعد خسارة نادي خورخي ويلسترمان 0-2 أمام بلومينج [الإنجليزية] في مارس 2019 غادر اللاعب البرازيلي الأسود سيرجينيو الملعب بعد تعرضه لهتافات القردة من جماهير الخصم. ودعا إلى إنهاء العنصرية في الدوري البوليفي.

### البرازيل
ناقشت وسائل الإعلام العنصرية في كرة القدم البرازيلية في الفترة التي سبقت كأس العالم 2014 الذي أُقيم في البلاد.
في سبتمبر 2014 مُنع نادي غريميو من المنافسة في كأس البرازيل بعد أن شوهد بعض مشجعيهم يمارسون العنصرية ضد أحد لاعبي الخصم.
في يونيو 2023 ارتدى منتخب البرازيل زيًا أسود بالكامل لمناهضة للعنصرية.
في يوليو 2023 سُمي قانون مكافحة العنصرية في ريو دي جانيرو باسم اللاعب فينيسيوس جونيور الذي تعرض للعنصرية في إسبانيا.